# Stepping Out (album, Red Five Point Star)
Stepping Out je drugi glasbeni album slovenske ska-rock zasedbe Red Five Point Star, ki je izšel novembra 2007 pri študentski založbi Kapa Records.
Na albumu je 10 skladb. Podobno kot pri prvencu In Color so tudi tu skladbe v raznolikih slogih, kar člani skupine imenujejo »dirty ska« (umazani ska). Na ska podlago so tako vključili elemente več drugih zvrsti, kot sta rockabilly in swing. Pri tem je album bolj usmerjen v swing in po mnenju kritika portala Rockonnet zato deluje nekoliko medlo.
Občinstvu so Stepping Out prvič predstavili s koncertom v matičnem klubu Gala Hala (AKC Metelkova mesto, Ljubljana) 23. novembra 2007. Kasneje je skupina pričela sodelovati z ameriškim glasbenikom Robertom »Bucketom« Hingleyjem (The Toasters), ki je prek svoje založbe Megalith Records izdal njihov naslednji studijski album Worst Case Scenario, za In Color in Stepping Out pa ponudil digitalno distribucijo.

## Seznam skladb
| Št. | Naslov                              | Dolžina |
| --- | ----------------------------------- | ------- |
| 1.  | „Hangover Theme‟                    | 2:40    |
| 2.  | „Creatures‟                         | 2:57    |
| 3.  | „Sunday Afternoon‟                  | 2:51    |
| 4.  | „Until the Day‟                     | 3:30    |
| 5.  | „Besame Mucho‟                      | 3:36    |
| 6.  | „Midnight Dancing‟                  | 3:21    |
| 7.  | „Holidays‟                          | 3:51    |
| 8.  | „Girls From the Moon‟               | 3:42    |
| 9.  | „Hangover Theme (Original Version)‟ | 4:02    |
| 10. | „Our van‟                           | 3:07    |

## Zasedba

### Red Five Point Star
- Uroš Grahek - vokal, kitara
- Jernej Grahek - bas kitara
- Sony Čevdek - trobenta
- Janez Vratanar - klaviature, harmonika
- Gal Kukovič - krilovka
- Janez Levec - bobni, tolkala
- Jure Levpušček - tenorski in altovski saksofon

### Ostali
- Julien Bordier - vokal na 10
- Ivan Škvorc - saksofon na 10
- Blaž Trček - saksofon na 1, 2, 3, 4, 5 in 8
- Matej Grahek - flavta na 3, 5, 8 in 9
- Marko Salmič - bobni na 10